# Éioné
Dans la mythologie grecque, Éioné (en grec ancien Ἠιόνη / Êiónê) est une Néréide, fille de Nérée et de Doris, citée par Apollodore et Hésiode dans leurs listes de Néréides. 
Déesse des rivages sableux, Éioné fait également partie des Psamides, les hydriades des plages de sable fin

## Fonctions
Éioné est la Néréide des rivages de sable.

## Famille
Ses parents sont le dieu marin primitif Nérée, surnommé le vieillard de la mer, et l'océanide Doris. Elle est l'une de leur multiples filles, les Néréides, généralement au nombre de cinquante, et a un unique frère, Néritès. Pontos (le Flot) et Gaïa (la Terre) sont ses grands-parents paternels, Océan et Téthys ses grands-parents maternels.